# Eagle (marskrater)
För andra betydelser, se Eagle.
Eagle är en nedslagskrater på planeten Mars namngiven efter staden Eagle i Idaho.
Kratern har en diameter på ungefär 12 km.